# Srebrna trzycentówka USA
Srebrna trzycentówka (ang. three cent piece in silver) potocznie nazywana triam była pierwszą amerykańską monetą, której wartość nomialna była zauważalnie większa od wartości kruszczu z którego się składała. Moneta była bita w latach 1851-1872 na potrzeby obiegu, a w 1873 powstały tylko wersje dla kolekcjonerów. Od 1865 roku produkcja była kontynuawana równolegle z niklową trzycentówką. Przez cały okres produkcji była bita w mennicy w Filadelfii, a w pierwszym roku emisji także w Nowym Orleanie.

## Warianty wizualne

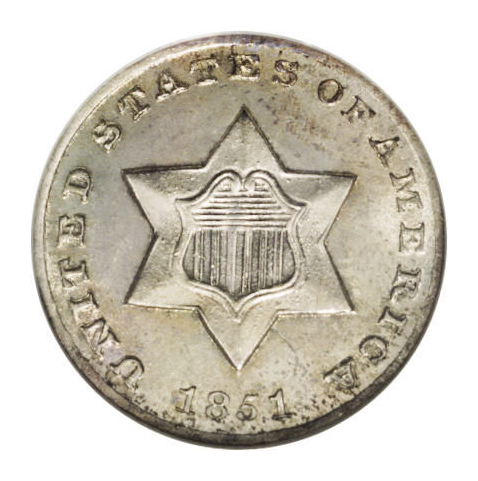
Awers typu 1

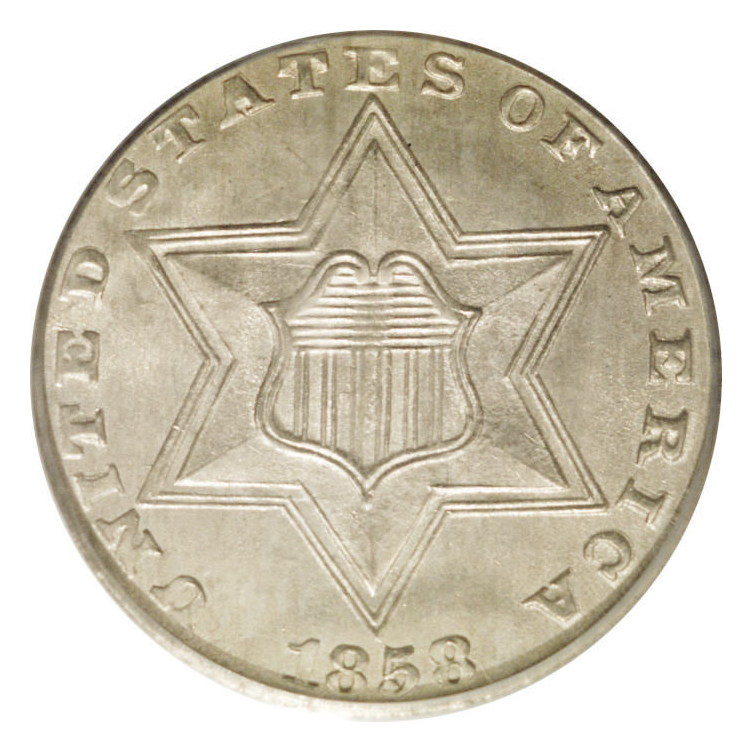
Awers typu 2

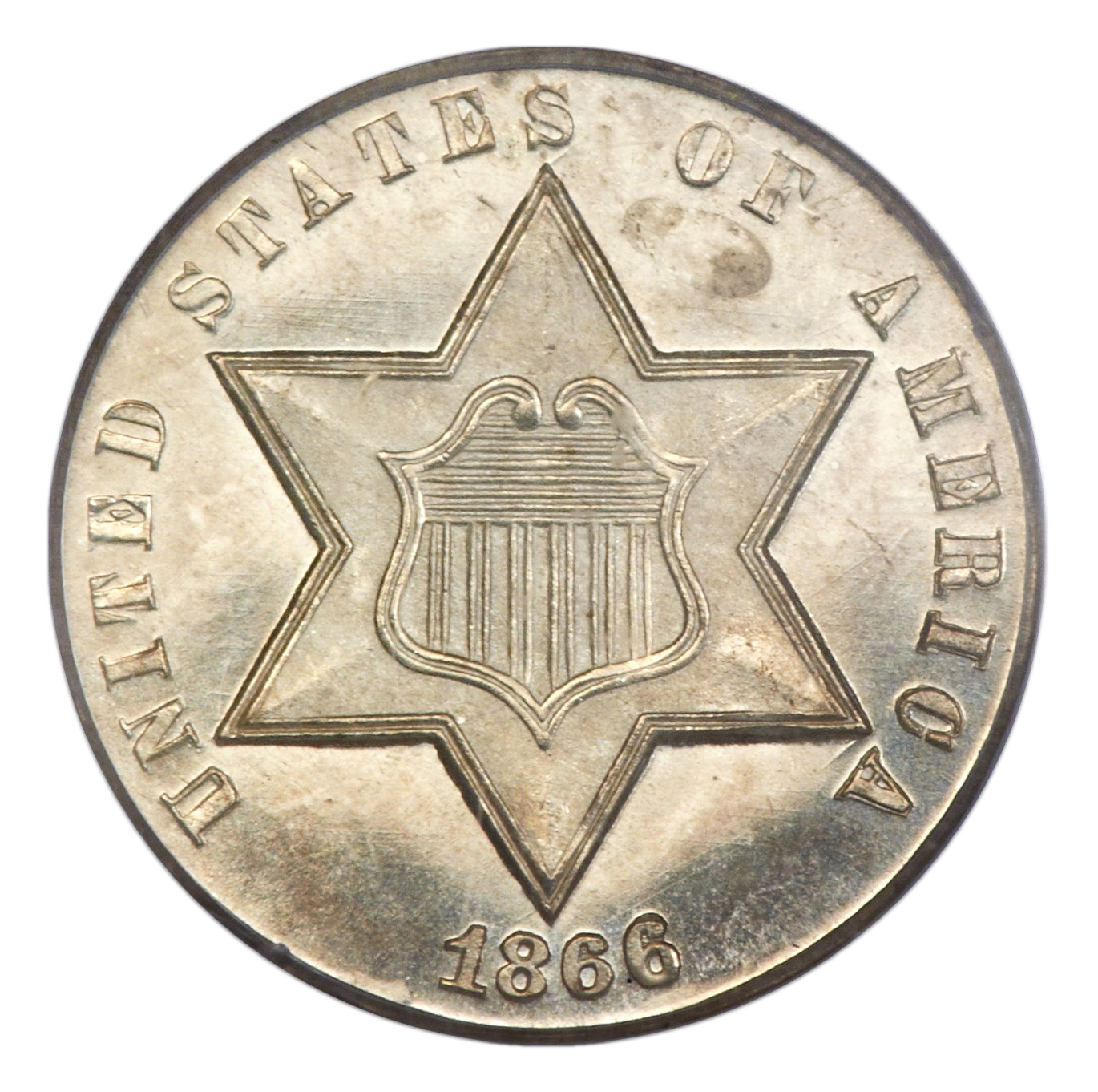
Awers typu 3

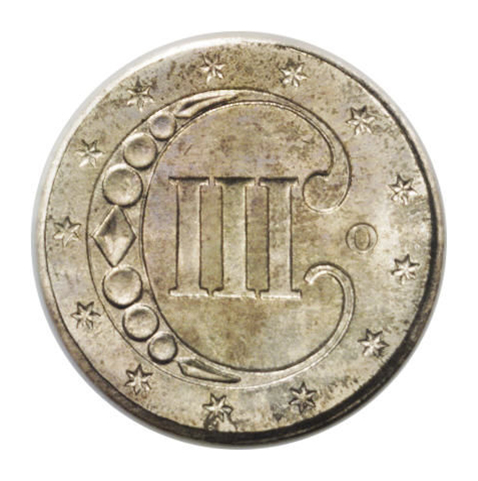
Rewers typu 1

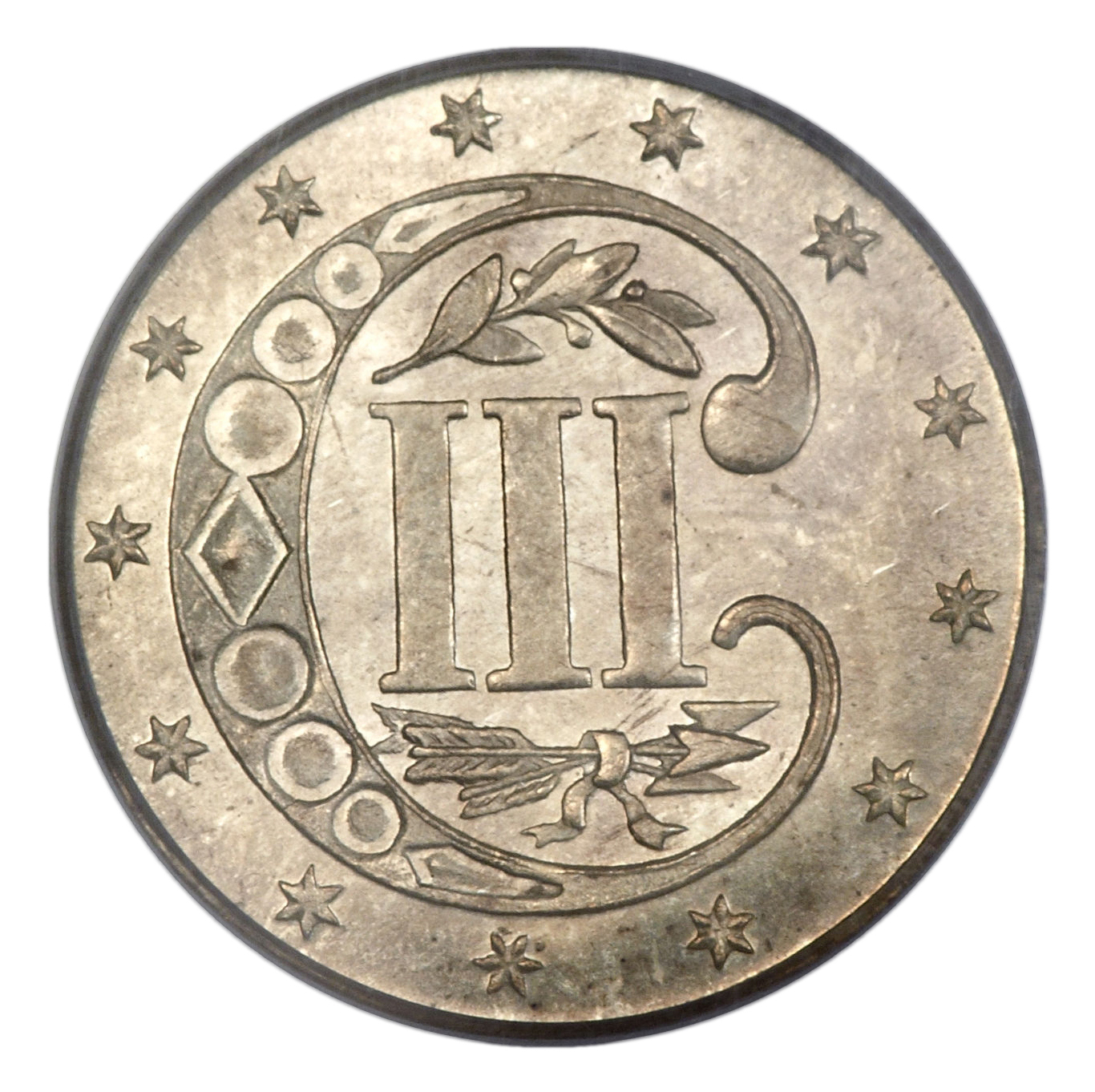
Rewers typu 2 i 3

Moneta była produkowa w trzech wariantach, różniących się nieznacznie pod względem wyglądu. Wariant pierwszy był bity w latach 1851-1853, wariant drugi w latach 1854-1858, a trzeci od 1859 do końca produkcji. Rewersy typu drugiego i trzeciego są identyczne.

## Historia
Na przełomie lat czterdziestych i piędziesiątych XIX wieku trwała Kalifornijska goraczka złota, która doprowadziła do znacznego spadku ceny złota. Z tego podwodu srebro zawarte w monetach amerykańskich było więcej warte niż wartość nominalna w odniesieniu do wartości złota w monetach o wyższych nominałach. Rozpoczął się proceder skupu srebnych monet za złote, a następnie wywozu ich za granicę w celu przetapiania z zyskiem na sztabki srebra.
W 1850 roku została złożona propozycja stworzenia srebnej monety trzycentowej wykonanej z 75% srebra i 25% miedzi jako jeden ze sposobów zażegnania problemu z niedostatkiem niższych nominałów w obiegu. Innymi propozycjami było dodawanie srebra do jednocentówki, czy zmiana wartości przelicznika na dolary srebnych monet hiszpańskich, których duża ilość cały czas była stosowana w Ameryce. Kongres nie doszedł do porozumienia co trzeba zrobić. 
W następnym roku zmniejszono opłatę za usługi pocztowe z pięciu do trzech centów. Dało to impuls do wybrania rozwiązania srebnej monety trzycentowej próby srebra .750. Została wprowadzona na mocy ustawy z 3 marca 1851 roku. Masa nowo wprowadzonej monety została ustalona na 0,8 g. Szybko rozpoczęto produkcję z powodu ogromnego zapotrzebowania na niskie nomiały. W 1851 wybito ponad 6 milionów egzempalrzy, pod koniec 1852 roku ponad 20 milionów było już w obiegu, a rok później ponad 30 milionów. Spełniło to wymagania rynku, więc produkcja w następnych latach spadała, żeby od 1863 roku już nigdy nie przekroczyć ponad 100 tysięcy szuk rocznie.
2 lata po wprowadzeniu trzycetówki do obiegu zmniono jej parametry na mocy ustawy z 3 marca 1853. Od 1854 roku trzycetówka miała być produkowana ze stopu srebra o takiej samej czystości co półdolarówka i mieć masę 3/50 tejże monety. Miała składać się z 90% srebra i 10% miedzi oraz mieć masę 0,75 g, czyli najmniejszą ze wszystkich emitowanych monet przez Stany Zjednoczone.
Od połowy lat sześdziesiątych ilość wyprodukowanych egzemplarzy była marginalna, a w 1873 powstały tylko wersje dla kolekcjonerów. Produkcja srebnej trzycetówki została oficjalnie zniesiona na mocy ustawy z 12 lutego 1873 (Coinage Act of 1873), jedkaże niklowa trzycetówka była produkowana jeszcze przez ponad dekadę.

## Ilość wybitych monet
Monety produkowane w Nowym Orleanie noszą znak mennicy O, a egzemplarze produkowane w Filadelfii nie posiadają takowego.
| Rok  | Znak menniczy | Proof | Przeznaczone do obiegu |
| ---- | ------------- | ----- | ---------------------- |
| 1851 |               |       | 5,447,400              |
| 1851 | O             |       | 720,000                |
| 1852 |               |       | 18,663,500             |
| 1853 |               |       | 11,400,000             |
| 1854 |               |       | 671,000                |
| 1855 |               |       | 139,000                |
| 1856 |               |       | 1,458,000              |
| 1857 |               |       | 1,042,000              |
| 1858 |               | 210   | 1,603,700              |
| 1859 |               | 800   | 364,200                |
| 1860 |               | 1,000 | 286,000                |
| 1861 |               | 1,000 | 497,000                |
| 1862 |               | 550   | 343,000                |
| 1863 |               | 460   | 21,000                 |
| 1864 |               | 470   | 12,000                 |
| 1865 |               | 500   | 8,000                  |
| 1866 |               | 725   | 22,000                 |
| 1867 |               | 625   | 4,000                  |
| 1868 |               | 600   | 3,500                  |
| 1869 |               | 600   | 4,500                  |
| 1870 |               | 1,000 | 3,000                  |
| 1871 |               | 960   | 3,400                  |
| 1872 |               | 950   | 1,000                  |
| 1873 |               | 600   |                        |